# Higashimatsuyama
Higashimatsuyama (東松山市?, Higashimatsuyama-shi) è una città giapponese della prefettura di Saitama.